# The Cold Corner 2
The Cold Corner 2 — другий та останній мікстейп із серії The Cold Corner американського репера Ллойда Бенкса. Виконавець спочатку скасував випуск The Cold Corner 2, але у серпні змінив свою думку. Під час запису мікстейпу Ллойд Бенкс оприлюднив кілька треків, які врешті-решт не увійшли до релізу («Fly in the Wind» (з участю Джима Джонса), «Misery», «Spread My Wings», «Money Chase» (з участю Fabolous), «Check Me Out» та «Love Me in the Hood»). Він також оприлюднив пісню «Make It Stack», проте на мікстейпі є лише ремікс з участю A$AP Rocky. 
Реліз містить пісні, записані з участю Styles P та Prodigy. Всі треки звів Кріс Альберс на студії Engine Room Audio, яка розташована у Нью-Йорці. Мікстейп має золотий статус на DatPiff (за критеріями сайту), його безкоштовно завантажили понад 225 тис. разів.

## Список пісень
| №  | Назва                                 | Продюсер(и)           |
| -- | ------------------------------------- | --------------------- |
| 1  | «1,2,3 Grind» (з участю Prodigy)      | Araab Muzik           |
| 2  | «Super Crack»                         | Beat Butcha           |
| 3  | «Shock the World»                     | Automatik             |
| 4  | «Predator» (з участю Styles P)        | Tha Jerm              |
| 5  | «The Pulse»                           | The Insurgency        |
| 6  | «Make It Stack» (з участю A$AP Rocky) | Doe Pesci та Tha Jerm |
| 7  | «Score»                               | Doe Pesci             |
| 8  | «We Fuckin'»                          | Doe Pesci             |
| 9  | «Love Shots»                          | Nick Speed            |
| 10 | «Joke's on You»                       | Doe Pesci             |
| 11 | «Young Fly Flashy»                    | Sonaro                |
| 12 | «Ice Box Part 2»                      | G'Sparkz              |
| 13 | «No Love»                             | Tha Jerm              |
| 14 | «Cashin' In»                          | Tha Jerm              |
| 15 | «Cold Corner 2 (Eyes Wide)»           | Nick Speed            |
| 16 | «Keep Your Cool»                      | Tha Jerm              |
| 17 | «Get It How Live»                     | Tha Jerm              |
| 18 | «Come Up»                             | DJ Exellence          |